# Forland
Forland er et smal landstrækning foran og langs med noget f.eks. det lavere, ofte bakkede område ved foden af en bjergkæde. Det er også betegnelsen for er græsdækket, fladt og lavtliggende område i marsklande, uden for digerne ved f.eks. Vadehavet. Marine forlande omfatter både egentlig hævet havbund og fladkystens aflejringsformer som strandvolde og salte strandenge. Forlande er en vigtig del af kystsikringen. De er ofte kunstigt afvandet ved hjælp af grøblinger.